# TCG Anadolu (L-400)
El TCG Anadolu (L-400) es un buque de asalto anfibio de tipo LHD de la Armada de Turquía diseñado por Navantia. Lleva el nombre de la península de Anatolia (en turco: Anadolu), que forma la mayor parte de la masa terrestre de Turquía. Las obras de construcción comenzaron el 30 de abril de 2016 en el astillero de Sedef Shipbuilding Inc. en Estambul y la quilla se colocó el 7 de febrero de 2018. Se espera que estén terminadas en 2022 El buque está destinado a satisfacer las diversas necesidades y requisitos de las Fuerzas Armadas de Turquía, como el mantenimiento de operaciones militares de larga duración y de larga distancia o de ayuda humanitaria; mientras actúa como centro de mando y buque insignia de la Armada turca.
El consorcio Sedef-Navantia ganó la licitación del proyecto LPD/LHD de la Armada de Turquía y el TCG Anadolu (L-400) utilizará el mismo diseño que el del buque español Juan Carlos I (L-61). Todo el sistema de armas del barco será adquirido por las firmas turcas Aselsan y Havelsan. El barco contará con un sistema de gestión de combate turco, el GENESIS-ADVENT que será integrado por Aselsan y Havelsan. El aterrizaje de aeronaves es asistido en todas las condiciones climáticas por el radar de aproximación de precisión Leonardo SPN-720.
Navantia proporcionó el diseño, transferencia de tecnología, equipos y asistencia técnica al Astillero Sedef de Turquía para el diseño y desarrollo del TCG Anadolu (L-400).
El barco ha sido diseñado para ser capaz de operar el avión de combate multiusos furtivo F-35B de despegue corto y aterrizaje vertical STOVL.
Sin embargo, Turquía fue eliminada del programa F-35 por el gobierno estadounidense en julio de 2019 por haber comprado un sistema de misiles SAM S-400 ruso. Para compensar este contratiempo la Armada Turca ha reorientado el uso del Anadolu como un "portadrones". Operará drones como el Bayraktar TB3 o el Bayraktar Kızılelma, y el avión ligero TAI Hürjet.

## Concurso y adjudicación

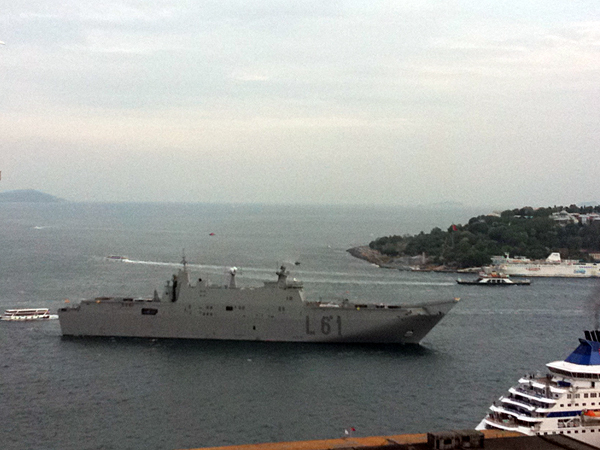
Juan Carlos I (L-61) en Estambul, Turquía, mayo de 2011.

Turquía inició un concurso para la construcción de un buque de tipo LHD, a fabricar en sus propios astilleros al que Navantia presentó su diseño basado en el L-61. En mayo de 2011 el  Juan Carlos I (L-61) se desplazó hasta Turquía para ser presentado a las autoridades locales. El 29 de diciembre de 2013 la Armada de Turquía seleccionó a Navantia para que, junto a su socio local, Sedef, llevara a cabo la construcción de un buque de tipo LHD basado en el Juan Carlos I y cuatro lanchas de desembarco, que supondrán en conjunto 800 000 horas de trabajo para los astilleros españoles. 
Navantia aportará el diseño, transferencia de tecnología, equipos y asistencia técnica para su construcción en Turquía, así como los motores, la turbina y el sistema integrado de control de plataforma, entre otros sistemas.
Todo el armamento del buque estará suministrado por las firmas turcas Havelsan and Aselsan.

## Construcción

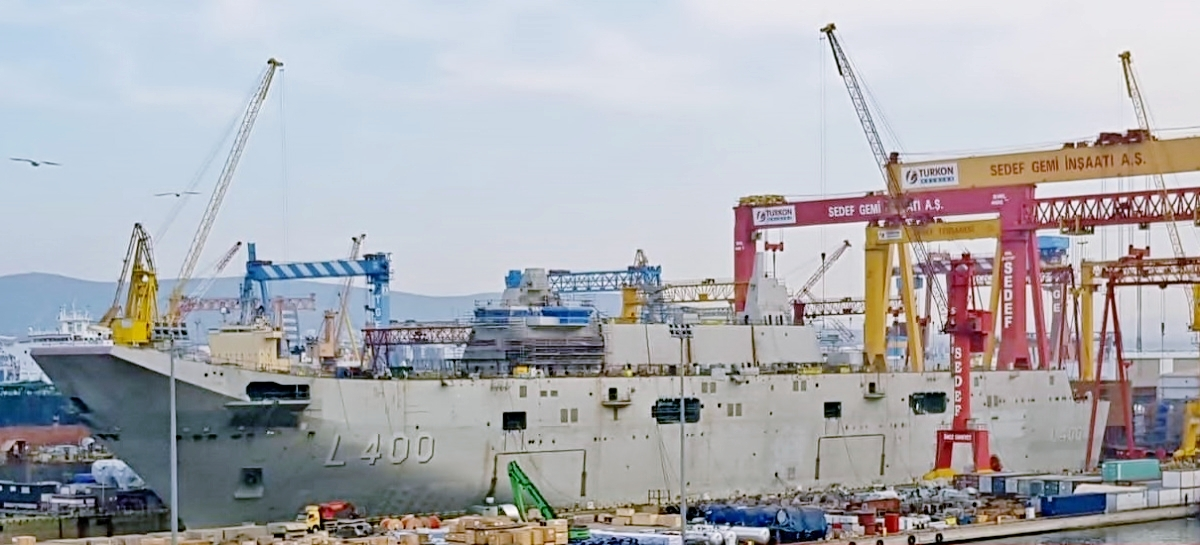
El TCG Anadolu (L-408) durante su construcción en 2020.

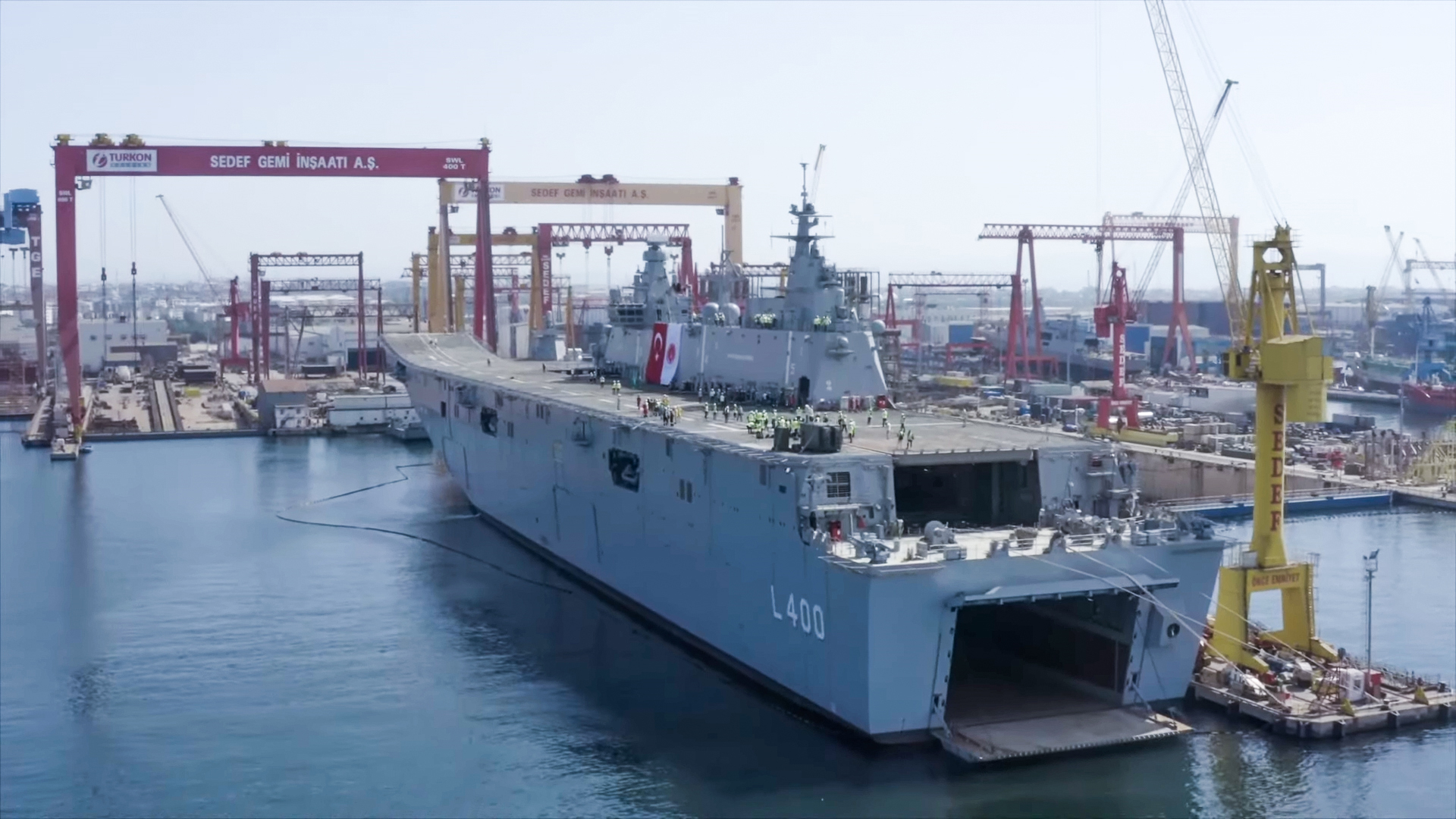
TCG Anadolu (L-400) en 2022.

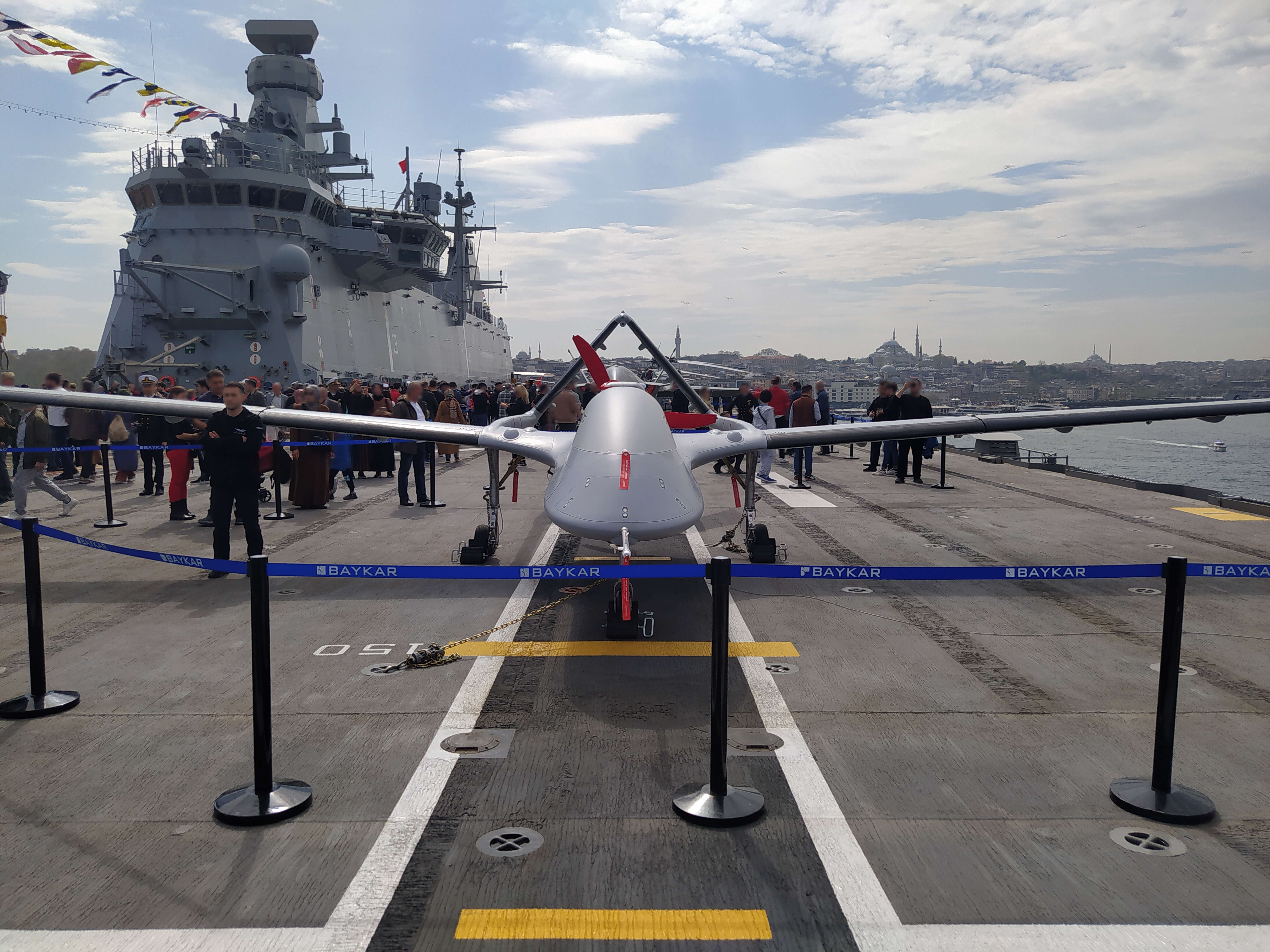
Un dron Bayraktar TB3 en la cubierta del Anadolu

El 30 de abril se produjo la ceremonia del primer corte de chapa del buque en los astilleros Sedef de Turquía en presencia del presidente turco Recep Tayip Erdogan. su quilla fue puesto en grada el 7 de febrero de 2018. El 29 de abril se produjo un incendio en la zona de proa del buque mientras se encontraba construcción en gradas que, aparentemente, se saldó sin daños en el buque ni perdidas humanas. Fue botado el 19 de mayo de 2019. En marzo de 2022 inició sus pruebas en el mar.

## TCG Trakya
La construcción de un buque gemelo con el nombre de TCG Trakya, está en los planes de la Armada Turca. Trakya significa Tracia en turco. En 2025 se inició la construcción de un portaviones convencional llamado MUGEM.

### Buques similares
•  Juan Carlos I (L-61) 
•  HMAS Canberra (LHD 02)
• HMAS Adelaide (LHD 01)
• Clase Tarawa
• Clase Wasp
• Clase Mistral